# ایسوئره
ایسوئره (به اسپانیایی: Isuerre) یک دهستان در اسپانیا است که در استان ساراگوسا واقع شده‌است. ایسوئره ۲۰ کیلومتر مربع مساحت و ۵۳ نفر جمعیت دارد.